# Додома (область)
Додома (англ. Dodoma) — одна из 30 областей Танзании. Имеет площадь 41 311 км², по переписи на август 2012 года её население составило 2 083 588 человек. Административным центром является город Додома, столица страны.

## География
Расположена в центре Танзании, занимая около 5 % её материковой территории.

## Административное деление
Область подразделяется на 5 округов:
- Додома-город
- Додома-село
- Кондоа
- Мпвапва
- Конгва

## Экономика
Основными продуктами экспорта служат зерно, бобы, арахис, табак, кофе, чай. Выращивается крупный рогатый скот.